# 1963 în literatură
Anul 1963 în literatură a implicat o serie de evenimente și cărți noi semnificative. 

## Cărți noi
- J. G. Ballard
  - The Four-Dimensional Nightmare
  - Passport to Eternity
- Simone de Beauvoir – Force of Circumstance (La Force des choses)
- Thomas Bernhard – Frost
- Pierre Boulle – Planeta maimuțelor (La Planète des Singes)
- Pearl S. Buck – The Living Reed
- Anthony Burgess – Inside Mr. Enderby
- Dino Buzzati – A Love Affair
- Taylor Caldwell – Grandmother and the Priests
- Morley Callaghan – That Summer in Paris
- John Dickson Carr – The Men Who Explained Miracles
- Agatha Christie – The Clocks
- Julio Cortázar – Hopscotch (Rayuela)
- Oskar Davičo
  - Ćutnje (Silences)
  - Gladi (Hungers)
- L. Sprague de Camp – A Gun for Dinosaur and Other Imaginative Tales
- L. Sprague de Camp (as editor) – Swords and Sorcery
- Len Deighton – Horse Under Water
- August Derleth (as Stephen Grendon) – Mr. George and Other Odd Persons
- J.P. Donleavy – A Singular Man
- Daphne du Maurier – The Glass-Blowers
- Nell Dunn – Up the Junction
- John Fowles – The Collector
- Ian Fleming
  - On Her Majesty's Secret Service
  - Thrilling Cities
- Jane Gaskell – The Serpent
- Günter Grass – Dog Years (Hundejahre)
- John Hawkes – Second Skin
- Georgette Heyer – False Colours
- Ismail Kadare – The General of the Dead Army (Gjenerali i Ushtrisë së vdekur)
- Damon Knight – First Flight: Maiden Voyages in Space and Time
- John le Carré – The Spy who Came in from the Cold
- J. M. G. Le Clézio – Le Procès-Verbal (The Interrogation)
- Primo Levi – La tregua (The Truce, Reawakening)
- Mary McCarthy – The Group
- John McGahern – The Barracks
- Richard McKenna – The Sand Pebbles
- Alistair MacLean – Ice Station Zebra
- James A. Michener – Caravans
- Spike Milligan – Puckoon
- Yukio Mishima (三島 由紀夫) – The Sailor Who Fell from Grace with the Sea (Japanese title 午後の曳航, meaning The Afternoon Towing)
- Emily Cheney Neville – It's Like This, Cat
- John O'Hara – Elizabeth Appleton
- Marcel Pagnol
  - The Water of the Hills (L'Eau des collines)
  - Jean de Florette
  - Manon des Sources
- Živojin Pavlović – Krivudava reka (Curved River, povestiri)
- Sylvia Plath (as Victoria Lucas) – The Bell Jar
- Laurens van der Post – The Seed and the Sower
- Thomas Pynchon – V.
- John Rechy – City of Night
- Susan Sontag – Benefactor
- Muriel Spark – The Girls of Slender Means
- Richard Stark (Donald E. Westlake) – The Man With the Getaway Face
- Rex Stout – The Mother Hunt
- Erwin Strittmatter – Ole Bienkopp
- Boris and Arkady Strugatsky – Dalyokaya Raduga
- Walter Tevis – The Man Who Fell to Earth
- Jim Thompson – The Grifters
- Rosemary Tonks – Opium Fogs
- Mario Vargas Llosa – The Time of the Hero (La ciudad y los perros)
- Jack Vance – The Dragon Masters
- Tarjei Vesaas – Is-slottet (The Ice Palace)
- Kurt Vonnegut – Cat's Cradle
- Keith Waterhouse – Billy Liar
- Charles Webb – The Graduate
- David Weiss – Naked Came I
- Manly Wade Wellman – Who Fears the Devil?
- Morris West – The Shoes of the Fisherman
- Christa Wolf – Divided Heaven (Der geteilte Himmel)

## Premii
- Premiul Nobel pentru Literatură: